# Лемешов, Геннадий Владимирович
Геннадий Владимирович Лемешов (род. 26 сентября 1968, Брянск) — заместитель Губернатора Брянской области, Руководитель постоянного представительства Губернатора и Правительства Брянской области при Правительстве Российской Федерации.
Депутат Государственной Думы Федерального Собрания РФ второго и третьего созывов. С 2004 по 2012 год — руководитель аппарата Комитета по Регламенту и организации работы Государственной Думы;с 2012 года по сентябрь 2014 — заместитель руководителя аппарата фракции «Единая Россия» в Государственной думе, до 6.02.2016 — член президиума Центральной контрольно-ревизионной комиссии ВПП «Единая Россия».

## Биография
Родился 26 сентября 1968 года в Брянске; окончил Московскую государственную юридическую академию; был помощником депутата Государственной Думы первого созыва; занимал должность Управляющего Делами ЛДПР.
В Государственную Думу Российской Федерации второго созыва был избран по федеральному списку, работал заместителем председателя Комитета по делам общественных объединений и религиозных организаций.
Был избран депутатом Государственной Думы третьего созыва. Член фракции «Единство».
С 2004 по 2012 год — руководитель аппарата Комитета Государственной Думы по Регламенту и организации работы Государственной Думы.
С 2012 г. по сентябрь 2014 г. — заместитель руководителя аппарата фракции «Единая Россия» в Государственной Думе.
С сентября 2014 года — заместитель Губернатора Брянской области, заместитель Председателя Правительства Брянской области — Руководитель Постоянного представительства Губернатора и Правительства Брянской области при Правительстве Российской Федерации.
Член ВПП «Единая Россия».
Женат, воспитывает сына и дочь.

## Награды
- Медаль ордена «За заслуги перед Отечеством» II степени
- Медаль «В память 850-летия Москвы»
- Медаль «За взаимодействие» (Прокуратура России, 2012)
- Медаль «За укрепление боевого содружества» (Минобороны России)
- Благодарность Правительства Российской Федерации (23 марта 2010 года) — за большой вклад в обеспечение законотворческой деятельности Государственной Думы Федерального Собрания Российской Федерации[1]